# Fontenelle-Montby
Fontenelle-Montby is een gemeente in het Franse departement Doubs (regio Bourgogne-Franche-Comté) en telt 104 inwoners (2009). De plaats maakt deel uit van het arrondissement Besançon.

## Geografie
De oppervlakte van Fontenelle-Montby bedraagt 6,6 km², de bevolkingsdichtheid is dus 15,8 inwoners per km².

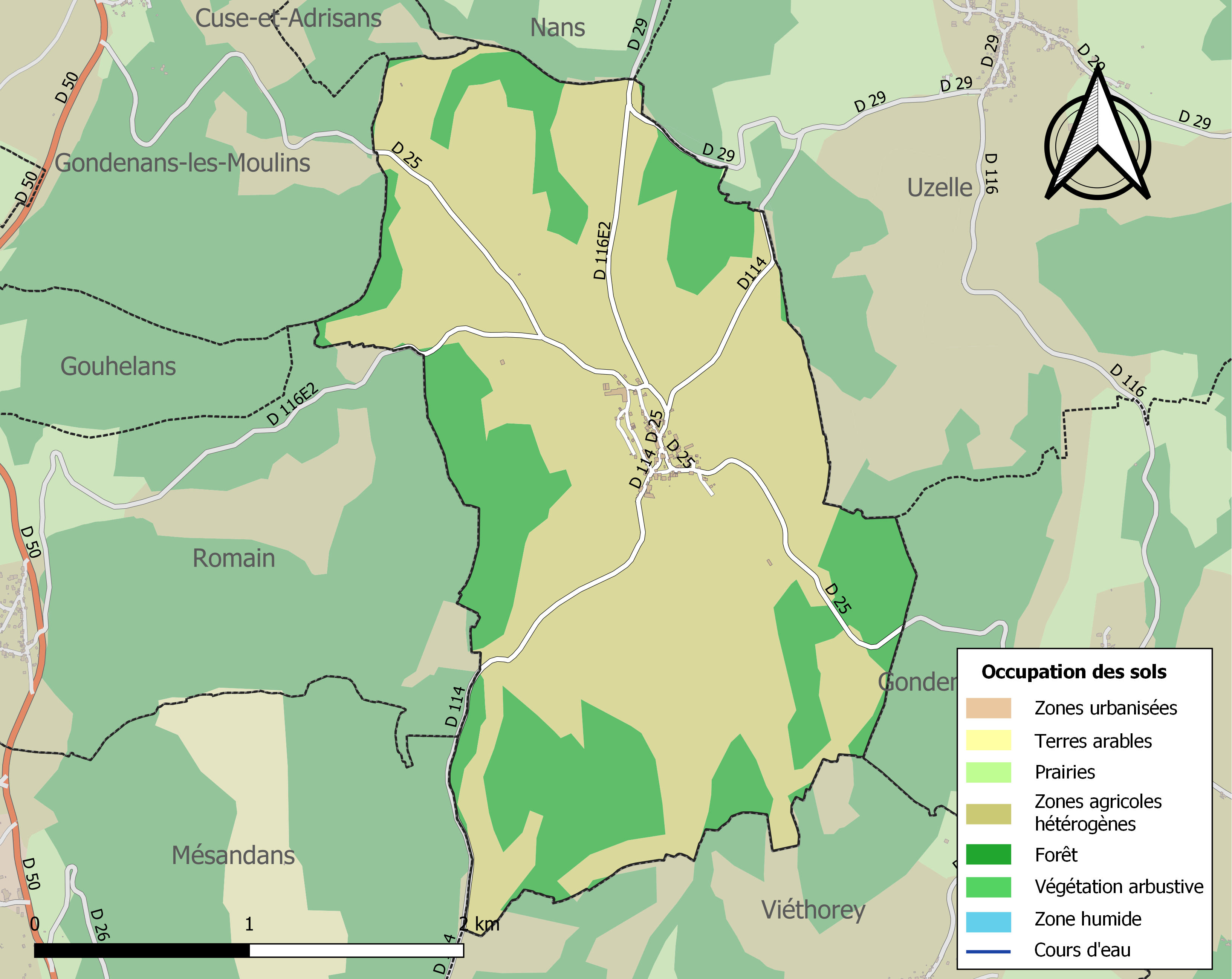
Kaart van de gemeente met de belangrijkste infrastructuur, bodemgebruik en omliggende gemeenten

## Demografie
Onderstaande figuur toont het verloop van het inwonertal (bron: INSEE-tellingen).